# Qatar Volleyball League
La Qatar Volleyball League è la massima serie del campionato qatariota di pallavolo maschile: al torneo partecipano undici squadre di club qatariote e la squadra vincitrice si fregia del titolo di campione di Qatar.

## Storia
La Qatar Volleyball League viene fondata nel 1979. Le prime edizioni del torneo vedono il dominio dell'Al-Arabi Sports Club, vincitore di tredici scudetti consecutivi. Questa serie viene interrotta dall'Al-Rayyan Sports Club, che nel corso degli anni novanta riesce a creare un'alternanza nella conquista del campionato con l'Al-Arabi, che vede i due club centrare tre titoli ciascuno. A cavallo tra i due secoli la competizione vede anche il Qatar Sports Club fregiarsi del titolo di campione nazionale per ben quattro volte, a discapito dell'Al-Rayyan e dell'Al-Arabi, che conquistano rispettivamente ancora uno e due scudetti. In seguito a dominare è nuovamente l'Al-Arabi, che si aggiudica sei scudetti in sette anni, interrotto in questo periodo nuovamente dall'Al-Rayyan, che successivamente riesce nuovamente ad andare in serie con tre campionato consecutivi, interrotto a sua volta dal ritorno al successo dell'Al-Arabi, vincitore del venticinquesimo titolo nazionale.

## Albo d'oro
| Anno             | Podio     | Podio        | Podio        |
| Campione         | Seconda   | Terza        |              |
| ---------------- | --------- | ------------ | ------------ |
| 1979-80 Dettagli | Al-Arabi  | Al-Rayyan    | Qatar SC     |
| 1980-81 Dettagli | Al-Arabi  | Al-Rayyan    | Al-Ahly Doha |
| 1981-82 Dettagli | Al-Arabi  | Qatar SC     | Al-Rayyan    |
| 1982-83 Dettagli | Al-Arabi  | Qatar SC     | Al-Mesaimeer |
| 1983-84 Dettagli | Al-Arabi  | Al-Ahly Doha | Qatar SC     |
| 1984-85 Dettagli | Al-Arabi  | Al-Sadd      | Al-Rayyan    |
| 1985-86 Dettagli | Al-Arabi  | Al-Sadd      | Al-Rayyan    |
| 1986-87 Dettagli | Al-Arabi  | Al-Rayyan    | Al-Sadd      |
| 1987-88 Dettagli | Al-Arabi  | Al-Sadd      | Al-Ahly Doha |
| 1988-89 Dettagli | Al-Arabi  | Al-Rayyan    | Al-Ahly Doha |
| 1989-90 Dettagli | Al-Arabi  | Al-Rayyan    | Al-Sadd      |
| 1990-91 Dettagli | Al-Arabi  | Al-Rayyan    | Al-Ahly Doha |
| 1991-92 Dettagli | Al-Arabi  | Al-Ahly Doha | Al-Rayyan    |
| 1992-93 Dettagli | Al-Rayyan | Al-Arabi     | Al-Sadd      |
| 1993-94 Dettagli | Al-Arabi  | Al-Rayyan    | Qatar SC     |
| 1994-95 Dettagli | Al-Rayyan | Al-Arabi     | Al-Ahly Doha |
| 1995-96 Dettagli | Al-Arabi  | Al-Rayyan    | Al-Ahly Doha |
| 1996-97 Dettagli | Al-Arabi  | Qatar SC     | Al-Rayyan    |
| 1997-98 Dettagli | Al-Rayyan | Qatar SC     | Al-Ahly Doha |
| 1998-99 Dettagli | Qatar SC  | Al-Arabi     | Al-Rayyan    |
| 1999-00 Dettagli | Qatar SC  | Al-Arabi     | Al-Rayyan    |
| 2000-01 Dettagli | Al-Rayyan | Al-Arabi     | Qatar SC     |
| 2001-02 Dettagli | Qatar SC  | Al-Sadd      | Al-Arabi     |
| 2002-03 Dettagli | Al-Arabi  | Qatar SC     | Al-Rayyan    |
| 2003-04 Dettagli | Al-Arabi  | Qatar SC     | Al-Rayyan    |
| 2004-05 Dettagli | Qatar SC  | Al-Arabi     | Al-Rayyan    |
| 2005-06 Dettagli | Al-Arabi  | Qatar SC     | Al-Rayyan    |
| 2006-07 Dettagli | Al-Rayyan | Al-Arabi     | Al-Ahly Doha |
| 2007-08 Dettagli | Al-Arabi  | Al-Rayyan    | Police       |
| 2008-09 Dettagli | Al-Arabi  | Qatar SC     | Al-Rayyan    |
| 2009-10 Dettagli | Al-Arabi  | Al-Rayyan    | Police       |
| 2010-11 Dettagli | Al-Arabi  | Police       | Al-Rayyan    |
| 2011-12 Dettagli | Al-Arabi  | Al-Rayyan    | Al-Ahly Doha |
| 2012-13 Dettagli | Al-Rayyan | Al-Ahly Doha | Al-Arabi     |
| 2013-14 Dettagli | Al-Rayyan | Police       | Al-Jaish     |
| 2014-15 Dettagli | Al-Rayyan | Al-Arabi     | Al-Jaish     |
| 2015-16 Dettagli | Al-Arabi  | Al-Rayyan    | Police       |
| 2016-17 Dettagli | Police    | Al-Jaish     | Al-Arabi     |
| 2017-18 Dettagli | Al-Rayyan | Police       | Al-Arabi     |

## Palmarès
| Squadre   | Titoli | Stagioni |
| --------- | ------ | --- |
| Al-Arabi  | 25     | 1979-80, 1980-81, 1981-82, 1982-83, 1983-84, 1984-85, 1985-86, 1986-87, 1987-88, 1988-89, 1989-90, 1990-91, 1991-92, 1993-94, 1995-96, 1996-97, 2002-03, 2003-04, 2005-06, 2007-08, 2008-09, 2009-10, 2010-11, 2011-12, 2015-16 |
| Al-Rayyan | 9      | 1992-93, 1994-95, 1997-98, 2000-01, 2006-07, 2012-13, 2013-14, 2014-15, 2017-18 |
| Qatar SC  | 4      | 1998-99, 1999-00, 2001-02, 2004-05 |
| Police    | 1      | 2016-17 |